# 石谷信号場
石谷信号場（いしやしんごうじょう）は、北海道茅部郡森町本茅部町にある北海道旅客鉄道（JR北海道）函館本線の信号場である。電報略号はイヤ。事務管理コードは▲140116。旅客営業末期の駅番号はH60。

## 歴史
1903年（明治36年）に現在の函館本線森駅 - 熱郛駅間が延伸開業した当時、森駅 - 石倉駅間の約12 km に渡って駅はなく、沿線の濁川・本茅部・蛯谷（えびや）の3集落の住民は、1921年（大正10年）以降停車場の設置を請願していた。

その後、運転上の必要から1930年（昭和5年）に当信号場は開設されたが、ほどなく便宜的に旅客や貨物の扱いが行われるようになり、1946年（昭和21年）には正規の駅となった。2022年（令和4年）には利用客の減少に伴い旅客扱いを終了したが、待避線が存置され、再び石谷信号場の名称で稼働を続けている。

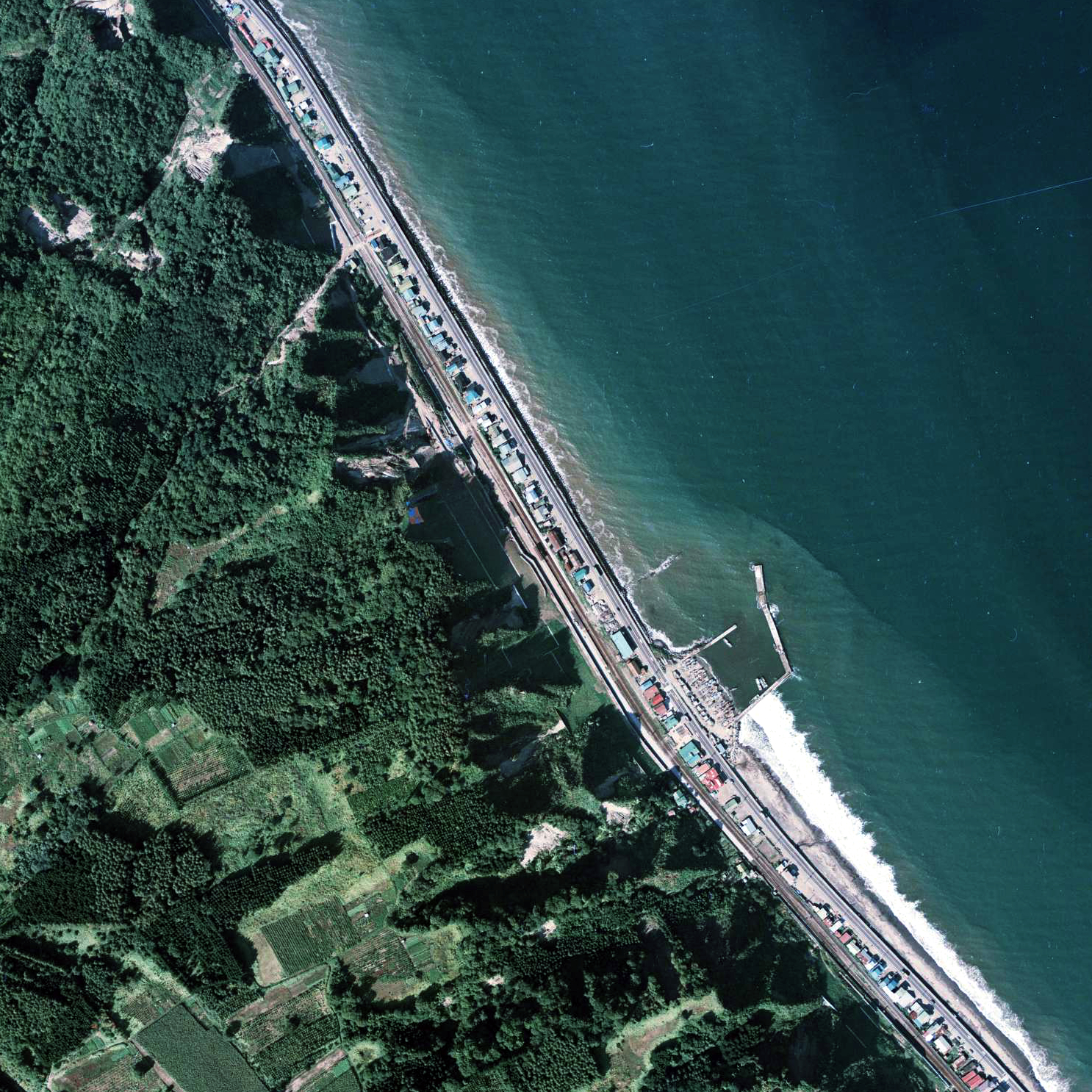
1976年の石谷駅と周囲約1km範囲。右下が函館方面。

### 年表
- 1921年（大正10年）：濁川・本茅部・蛯谷の3集落の住民から森駅 - 石倉駅間に停車場を新設する請願[3]。
- 1923年（大正12年）3月：再度蛯谷地区に駅設置を求める声が再燃したが、実現せず[3]。
- 1928年（昭和3年）：11月：運転上の必要からも森駅 - 石倉駅間に停車場の設置が必要となり[3]、同月に入り、蛯谷と隣接する鷲ノ木の両住民は、蛯谷と本茅部の2集落間、函館起点34M70C（≒56.12km）地点に駅を新設する請願を行う[3]。
  - 一方で下濁川（現：石倉町）と本茅部、上濁川（現：濁川）の住民は、下濁川への駅新設を請願し、対立が発生した[3]。
- 1929年（昭和4年）
  - 6月：鉄道省内で、場所は極秘ながら、森駅 - 石倉駅間に信号場を新設して貨物列車の運転を緩和する、という計画が進行する[3]。
  - 10月：蛯谷地区に信号場の新設が決定[3]。
    - これに対し、濁川地区は失望したものの、その後は蛯谷地区と協力して停車場への昇格を求めていくこととなった[3]。また、この経緯がのちの本石倉駅設置につながった[3]。
- 1930年（昭和5年）3月20日：国有鉄道函館本線の石谷信号場として設置[4][3]。
- 1931年（昭和6年）5月11日：旅客の便宜乗降と貨物を取り扱うようになる[3]。
  - 当時上り1本、下り1本の立ち寄りが行われ、1日30～40人の乗降希望者がいたことによる[3]。
  - その後の1934年（昭和9年）時点で、年間3万人の乗降、水産物年額50万円の取り扱いがあったとされる[3]。
- 1946年（昭和21年）4月1日：駅に昇格し、石谷駅（いしやえき）となる[4][3]。正式に旅客・荷物・貨物扱いを開始。
- 1949年（昭和24年）6月1日：日本国有鉄道法施行に伴い、日本国有鉄道（国鉄）が継承。
- 1960年（昭和35年）5月25日：貨物扱い廃止[5]。
- 1971年（昭和46年）9月21日：桂川信号場 - 当駅間が複線化[6]。
- 1973年（昭和48年）12月11日：当駅 - 石倉駅間を複線化[7]。ただし当駅から函館起点58.880km地点（本石倉信号場の約2km手前）まで暫定的に単線[8]。
- 1974年（昭和49年）10月31日：当駅 - 函館起点58.880km地点までの暫定単線区間を複線化[9][10]。
- 1984年（昭和59年）2月1日：荷物扱い廃止[5]。
- 1986年（昭和61年）11月1日：無人化[5]。
- 1987年（昭和62年）4月1日：国鉄分割民営化に伴い、北海道旅客鉄道（JR北海道）の駅となる。
- 2007年（平成19年）10月1日：駅ナンバリングを実施[JR北 2]。
- 2021年（令和3年）9月18日：同日付『北海道新聞』で、当駅を2022年春実施予定のダイヤ改正での廃止を検討している旨が報道される[新聞 2]。
- 2022年（令和4年）3月12日：利用客減少とダイヤ改正に伴い、旅客扱いを廃止[JR北 1]。石谷信号場となる[新聞 1][JR北 3]。

### 信号場名の由来
当初、信号場名は「蛯谷」で計画されており、これに対し建設中の1929年（昭和4年）11月には「茅部」とする陳情もなされていたが、結果、信号場の北方の「石倉」、南方の「蛯谷」の両集落から一字ずつとり、「石谷」となった。
「石倉」については石倉駅を参照。「蛯谷」はアイヌ語の「エピヤコタン（e-pi-ya-kotan）」（そこ[に]・小石[が]・[ある]岸[の]・村[コタン]）に字をあてたものとされる。

## 構造
旭川方面に向かって左手から、下り本線（3番線）、上下副本線（2番線）、上り本線（1番線）の3線を持ち、列車待避が可能である。旅客駅時代は上り本線に面した木造駅舎に接した単式ホームと、下り本線・上下副本線に挟まれた島式ホームを有し、構内踏切でつないでいた。

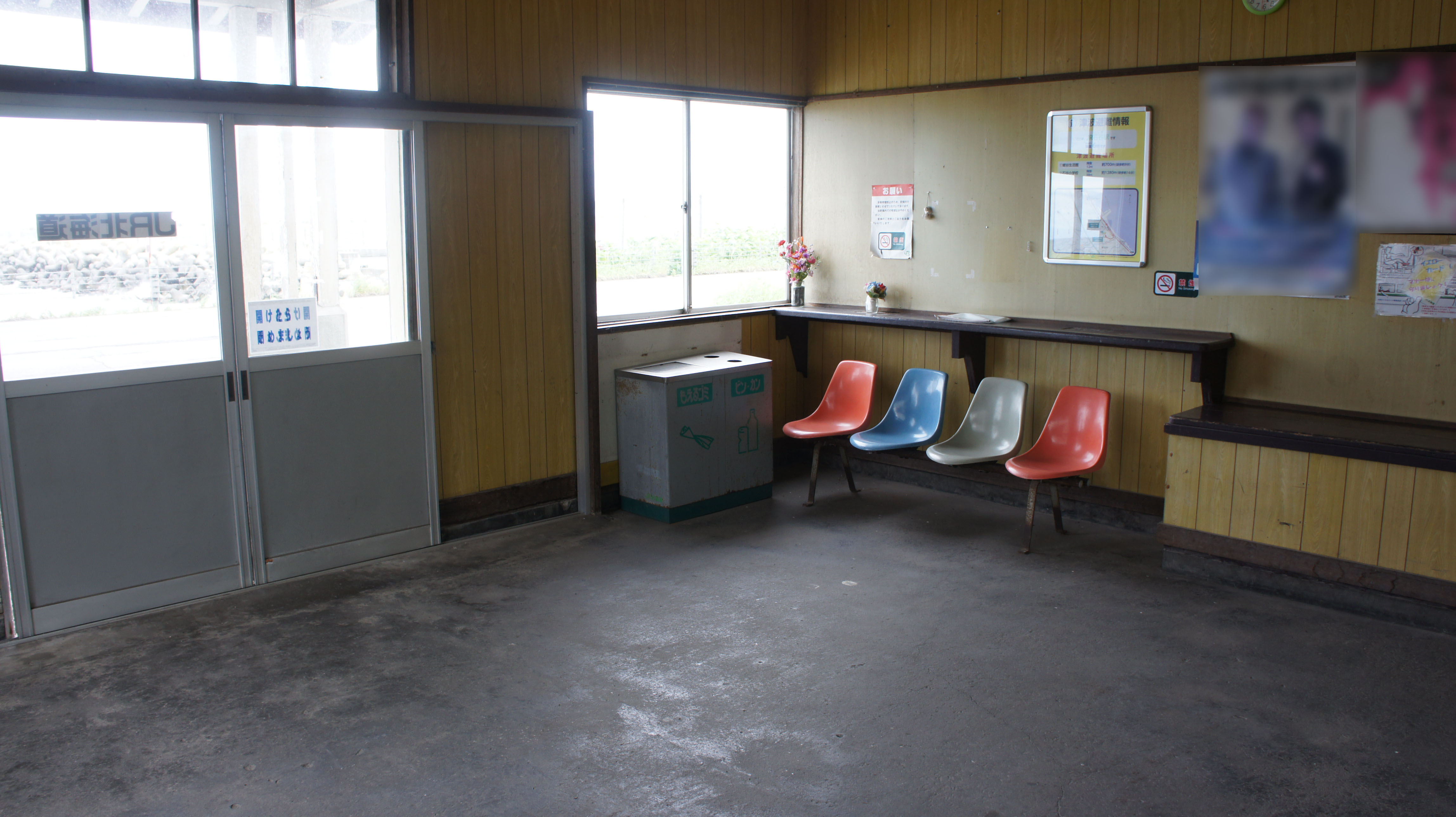
旅客営業末期の待合室（2018年6月）
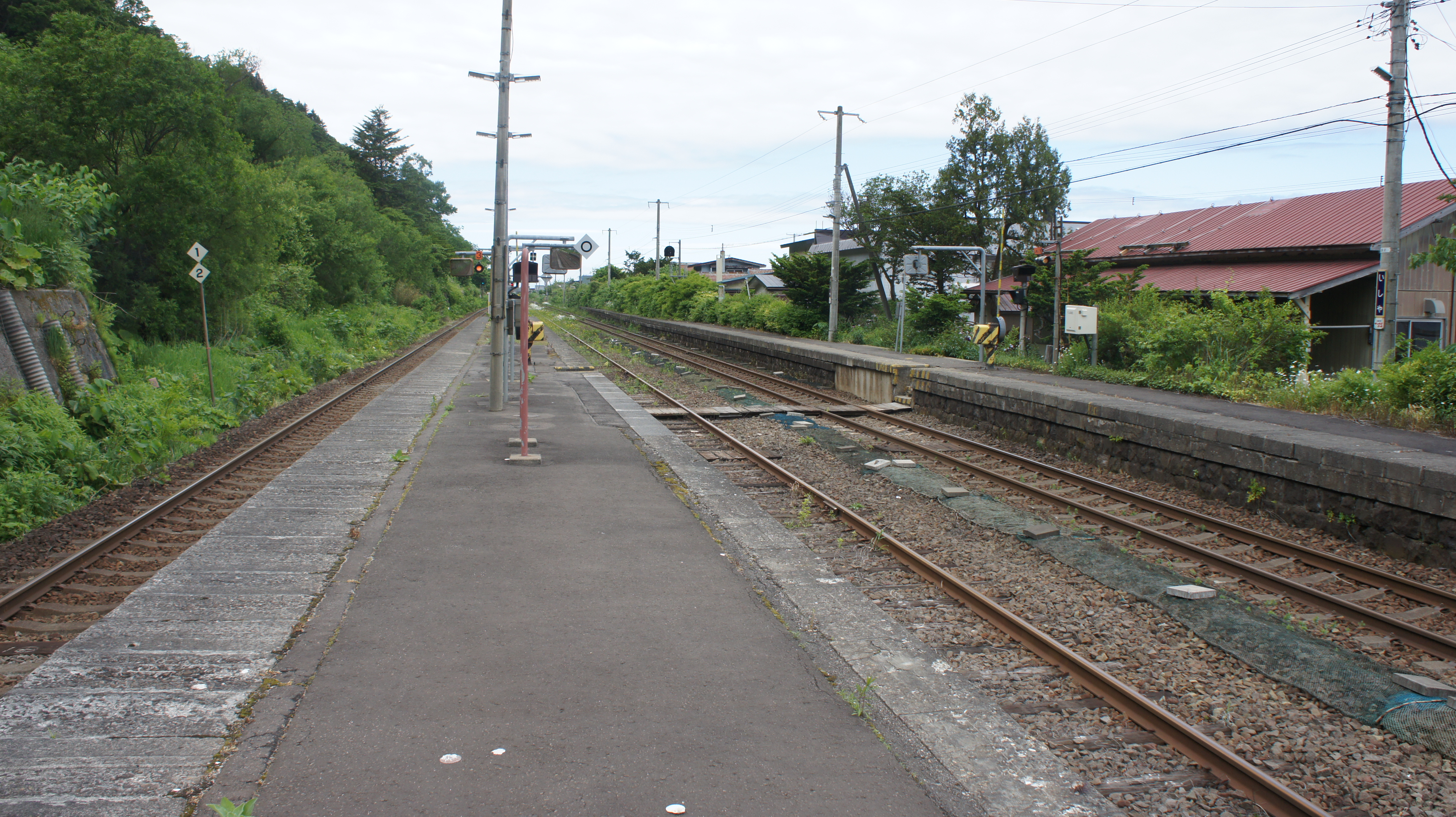
旅客営業末期のホーム（2018年6月）
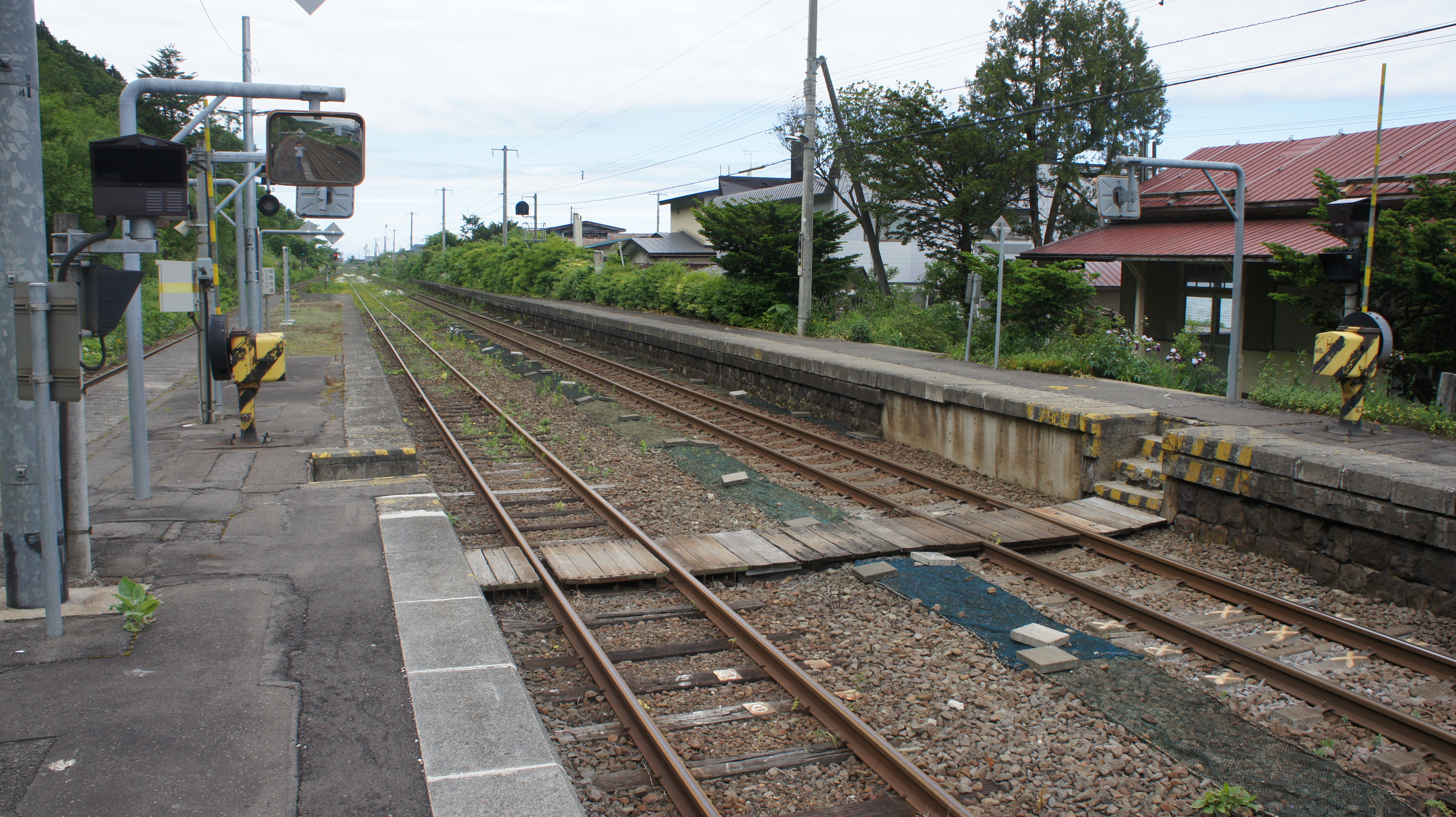
旅客営業末期の構内踏切（2018年6月）

## 利用状況
旅客営業当時の乗車人員の推移は以下の通り。年間の値のみ判明している年度は日数割で算出した参考値を括弧書きで示す。出典が「乗降人員」となっているものについては1/2とした値を括弧書きで乗車人員の欄に示し、備考欄で元の値を示す。
また、「JR調査」については、当該の年度を最終年とする過去5年間の各調査日における平均である。
| 年度               | 乗車人員（人） | 乗車人員（人） | 乗車人員（人） | 出典       | 備考 |
| 年度               | 年間           | 1日平均        | JR調査         | 出典       | 備考 |
| ------------------ | -------------- | -------------- | -------------- | ---------- | ---- |
| 1978年（昭和53年） |                | 93.0           |                | [ 12 ]     |      |
| 2015年（平成27年） |                |                | 「10名以下」   | [ JR北 4 ] |      |
| 2017年（平成29年） |                |                | 1.4            | [ 13 ]     |      |
| 2018年（平成30年） |                |                | 1.4            | [ 14 ]     |      |
| 2019年（令和元年） |                |                | 「3名以下」    | [ JR北 5 ] |      |
| 2020年（令和02年） |                |                | 「1名以下」    | [ JR北 6 ] |      |

## 周辺
- 国道5号
- 森町立石谷小学校（休校中）
- 蛯谷川
- 函館バス「石谷駅前」停留所

## 隣の駅
北海道旅客鉄道（JR北海道）
■函館本線
森駅 (H62) - *桂川駅 (H61) - （石谷信号場） - *本石倉駅 (H59) - 石倉駅 (H58)
*打消線は廃駅

### JR北海道
1. 1 2 3  『2022年3月ダイヤ改正について』（PDF）（プレスリリース）北海道旅客鉄道、2021年12月17日。オリジナルの2021年12月17日時点におけるアーカイブ。2021年12月17日閲覧。
2. ↑  『駅番号表示（駅ナンバリング）を実施します』（PDF）（プレスリリース）北海道旅客鉄道、2007年9月12日。オリジナルの2007年9月30日時点におけるアーカイブ。2014年9月6日閲覧。
3. 1 2  “函館線　森～石倉間　貨物列車脱線について”.   北海道旅客鉄道 (2024年11月16日). 2024年11月16日閲覧。
4. ↑  “極端にご利用の少ない駅（3月26日現在）” (PDF). 平成28年度事業運営の最重点事項.   北海道旅客鉄道. p. 6 (2016年3月28日). 2017年9月25日閲覧。
5. ↑  “駅別乗車人員” (PDF). 地域交通を持続的に維持するために > 全線区のご利用状況.   北海道旅客鉄道 (2020年10月30日). 2020年11月2日時点のオリジナルよりアーカイブ。2020年11月5日閲覧。
6. ↑  “駅別乗車人員” (PDF). 地域交通を持続的に維持するために > 全線区のご利用状況.   北海道旅客鉄道 (2021年9月30日). 2022年1月1日時点のオリジナルよりアーカイブ。2022年1月1日閲覧。

### 新聞記事
1. 1 2 3  「利便性向上へ注視 3月12日ダイヤ改正 信号場に移行した駅も」『名寄新聞』2022年4月4日、1面。
2. ↑  “JR函館線 廃止協議は流山温泉など5駅”. 北海道新聞. (2021年9月18日).  オリジナルの2021年9月18日時点におけるアーカイブ。 2021年9月18日閲覧。